# Салуда (Вирџинија)
Салуда (енгл. Saluda) насељено је место без административног статуса у америчкој савезној држави Вирџинија.

## Демографија
По попису из 2010. године број становника је 769.
| Група             | 2000.    | 2010.       |
| Белци             | 0 (0,0%) | 494 (64,2%) |
| Афроамериканци    | 0 (0,0%) | 244 (31,7%) |
| Азијати           | 0 (0,0%) | 2 (0,3%)    |
| Хиспаноамериканци | 0 (0,0%) | 18 (2,3%)   |
| Укупно            | 0        | 769         |